# Боливия на летних Олимпийских играх 2000
Боливия принимала участие в Летних Олимпийских играх 2000 года в Сиднее в десятый раз за свою историю, но не завоевала ни одной медали.

## Состав олимпийской сборной Боливии

### Плавание
Спортсменов — 2
В следующий раунд на каждой дистанции проходили лучшие спортсмены по времени, независимо от места занятого в своём заплыве.
Мужчины
| Спортсмен          | Соревнование   | Предварительные заплывы | Предварительные заплывы | Полуфиналы | Полуфиналы | Финал     | Финал     |
| Спортсмен          | Соревнование   | Результат               | Место                   | Результат  | Место      | Результат | Место     |
| ------------------ | -------------- | ----------------------- | ----------------------- | ---------- | ---------- | --------- | --------- |
| Маурисио Пруденсио | 100 м на спине | 1:01,15                 | 53                      | Не прошёл  | Не прошёл  | Не прошёл | Не прошёл |

Женщины
| Спортсменка    | Соревнование | Предварительные заплывы | Предварительные заплывы | Полуфиналы | Полуфиналы | Финал     | Финал     |
| Спортсменка    | Соревнование | Результат               | Место                   | Результат  | Место      | Результат | Место     |
| -------------- | ------------ | ----------------------- | ----------------------- | ---------- | ---------- | --------- | --------- |
| Катерин Морено | 100 м брасс  | 1:16,15                 | 37                      | Не прошла  | Не прошла  | Не прошла | Не прошла |